# Premio Laurence Olivier
Il Premio Laurence Olivier (in inglese Laurence Olivier Awards) è un riconoscimento artistico britannico conferito dal 1976 dalla Society of London Theatre.
Nato come Premio della Società dei Teatri del West End (in inglese The Society of West End Theatre Awards) fu rinominato nel 1984 in omaggio al noto attore Laurence Olivier, all'epoca ancora vivente.
Destinato a opere e interpreti teatrali e di musical, il premio è omologo al Premio Ubu italiano, allo statunitense Tony Award o al francese Premio Molière.

## Categorie
Lista dei premi aggiornata al 2024.

### Premi attuali

#### Dramma
- Migliore nuova opera teatrale (Best New Play)
- Miglior revival (Best Revival)
- Miglior intrattenimento o commedia teatrale (Best Entertainment or Comedy Play)
- Miglior attore (Best Actor)
- Miglior attrice (Best Actress)
- Miglior attore non protagonista (Best Actor in a Supporting Role)
- Miglior attrice non protagonista (Best Actress in a Supporting Role)

#### Musical
- Miglior nuovo musical (Best New Musical)
- Miglior revival di un musical (Best Musical Revival)
- Miglior attore in un musical (Best Actor in a Musical)
- Migliore attrice in un musical (Best Actress in a Musical)
- Miglior attore non protagonista in un musical (Best Actor in a Supporting Role in a Musical)
- Migliore attrice non protagonista in un musical (Best Actress in a Supporting Role in a Musical)
- Eccezionale contributo musicale (Outstanding Musical Contribution)

#### Danza/opera
- Migliore nuova produzione di danza (Best New Dance Production)
- Migliore nuova produzione d'opera (Best New Opera Production)
- Eccellenza nella danza (Outstanding Achievement in Dance)
- Eccellenza nell'opera (Outstanding Achievement in Opera)

#### Produzione
- Miglior regista (Best Director)
- Miglior coreografia (Best Theatre Choreographer)
- Miglior scenografia (Best Set Design)
- Migliori costumi (Best Costume Design)
- Miglior design luci (Best Lighting Design)
- Miglior suono (Best Sound Design)

#### Altri
- Special Award
- Best Entertainment and Family
- Outstanding Achievement in an Affiliate Theatre

### Premi non più assegnati
- Attore dell'anno in una nuova opera teatrale (Actress of the Year in a New Play) (1976-1984; 1988)
- Attrice dell'anno in una nuova opera teatrale (Actress of the Year in a New Play) (1976-1984; 1988)
- Attore dell'anno in un revival (Actress of the Year in a Revival) (1976-1984; 1988)
- Attrice dell'anno in un revival (Actress of the Year in a Revival) (1976-1984; 1988)
- Miglior performance in un ruolo non protagonista (Best Performance in a Supporting Role) (1976; 1985-1990; 1996-1999; 2003-2009; 2012)
- Miglior performance in un musical (Best Performance in a Musical)
- Miglior performance in un ruolo non protagonista in un musical (Best Performance in a Supporting Role in a Musical) (1991-2014)
- Miglior esordiente in un'opera teatrale (Best Newcomer in a Play)
- Miglior regista di un'opera teatrale (Best Director of a Play)
- Miglior regista di un musical (Best Director of a Musical)
- Miglior scenografo (Best Set Designer)

## Record e statistiche

### Persone più premiate
Otto
- Judi Dench (attrice)[2]

Sette
- William Dudley (designer)
- Andrew Lloyd Webber (compositore)
- Matthew Bourne (coreografo)

Sei
- Ian McKellen (attore)
- Alan Bennett (attore/scrittore)
- Richard Eyre (regista)
- Stephen Sondheim (compositore)
- Paule Constable (lighting designer)
- Imelda Staunton (attrice)

Cinque
- Declan Donnellan (regista)
- Mark Henderson (lighting designer)
- Mark Thompson (designer)

### Spettacoli teatrali più premiati
Nove
- Harry Potter e la maledizione dell'erede (2016)[3]

Sette
- Matilda the Musical (2012)
- Lo strano caso del cane ucciso a mezzanotte (2013)
- Hamilton (2018)
- Cabaret (2022)
- Sunset Boulevard (2022)

Sei
- Nicholas Nickleby (1980)
- Il mio vicino Totoro (2023)

Cinque
- Guys and Dolls (1982)
- She Loves Me (1995)
- Sunday in the Park with George (2007)
- Chimerica (2014)
- Vita di Pi (2022)